# Appleton (Wisconsin)
Pour les articles homonymes, voir Appleton.
Appleton est une ville de l'État américain du Wisconsin, siège du comté d'Outagamie, située au bord de la Fox River, à 161 km au nord de Milwaukee. Sa population s’élevait à 72 623 habitants lors du recensement de 2010, estimée à 74 370 habitants en 2016.

## Histoire
Appleton a été établie dès 1848, puis devint un village dès 1853 et une ville 1857. En 1890, 11 869 personnes vivaient à Appleton, en 1900, il y en avait 15 085; en 1910, 16 773;  en 1920, 19 571; et en 1940, 28 436 habitants.
Appleton s'est agrandi grâce à l'université Lawrence. Samuel Appleton (en) a donné 10 000 $ à la toute nouvelle bibliothèque du collège et en remerciement, son nom fut donné à la communauté.
Appleton a aussi eu le premier téléphone de tout le Wisconsin, le premier restaurant chinois du comté et la toute première lampe à incandescence de toutes les villes de la Côte est. La première source d'énergie hydroélectrique a été générée à Appleton, grâce à la rivière Fox River et la Vulcan Street Plant (en).
Le  Valley Fair Shopping Center, reconnu comme le premier centre commercial d'achat aux États-Unis, a été construit à Appleton en 1954, et a été détruit en 2006.

## Population et société

### Démographie
| Groupe            | Appleton | Wisconsin | États-Unis |
| ----------------- | -------- | --------- | ---------- |
| Blancs            | 87,5     | 86,2      | 72,4       |
| Asiatiques        | 5,9      | 2,3       | 4,8        |
| Autres            | 2,3      | 2,4       | 6,2        |
| Métis             | 2,0      | 1,8       | 2,9        |
| Afro-Américains   | 1,7      | 6,3       | 12,6       |
| Amérindiens       | 0,7      | 1,0       | 0,9        |
| Total             | 100      | 100       | 100        |
|                   |          |           |            |
| Latino-Américains | 5,0      | 5,9       | 16,7       |

Selon l'American Community Survey, pour la période 2011-2015, 88,25 % de la population âgée de plus de 5 ans déclare parler anglais à la maison, alors que 5,12 % déclare parler l'espagnol, 4,42 % une langue hmong et 2,21 % une autre langue.

### Éducation
Appleton est dans la zone du Appleton Area School District. Le district à trois collèges principaux, Appleton East, Appleton North et Appleton West. Xavier High School le collège catholique et Fox Valley Lutheran High School est l'école luthérienne.
Appleton héberge la Lawrence University, une école privée d'arts près de la Fox River. L'université a été créée avant que la ville naisse, et elle est nommée d'après un généreux donateur.

### Santé
- Appleton Medical Center
- St. Elizabeths Hospital

### Cultes
- St. Mary's Parish

### Transports
La ville est membre de la Valley Transit, un réseau de lignes de bus.
Les vols commerciaux sont gérés par l'aéroport international d'Appleton, anciennement aéroport régional du comté d'Outagamie (Outagamie County Regional Airport, code AITA : ATW).

## Sources
- (en) Cet article est partiellement ou en totalité issu de l’article de Wikipédia en anglais intitulé « Appleton, Wisconsin » (voir la liste des auteurs).

## Compléments